# دانشگاه فناوری دلفت
دانشگاه فناوری دِلْفْت (به هلندی: Technische Universiteit Delft) دانشگاهی در شهر دِلْفْت در استان هلند جنوبی در کشور هلند، که بزرگ‌ترین دانشگاه فنی هلند است. بر اساس رتبه‌بندی تایمز، یکی از معتبرترین دانشگاه‌های دنیا در زمینهٔ فناوری است.
دانشگاه فناوری دلفت که با نام TU Delft نیز شناخته می‌شود، قدیمی‌ترین و بزرگ‌ترین دانشگاه فناوری دولتی هلند است. این دانشگاه که در دلفت هلند واقع شده است، به‌طور مداوم به عنوان یکی از بهترین دانشگاه‌های هلند شناخته می‌شود و از سال ۲۰۲۰، توسط دانشگاه QS World Rankings در میان ۱۵ دانشگاه برتر مهندسی و فناوری در جهان قرار می‌گیرد.
این دانشگاه با هشت دانشکده و تعداد زیادی مؤسسه تحقیقاتی دارای بیش از ۱۹۰۰۰ دانشجو (کارشناسی و کارشناسی ارشد) است و بیش از ۲۹۰۰ دانشمند و ۲۱۰۰ پرسنل پشتیبانی و مدیریت را به کار می‌گیرد.
این دانشگاه در ۸ ژانویه ۱۸۴۲ توسط ویلم دوم هلند به عنوان آکادمی سلطنتی تأسیس شد و هدف اصلی آن آموزش کارمندان دولت برای کار در هند شرقی هلند بود. این مدرسه با گذر زمان برنامه درسی تحقیق و آموزش خود را گسترش داد و در سال ۱۸۶۴ به یک مدرسه پلی تکنیک و در سال ۱۹۰۵ به یک مؤسسه فناوری (که آن را به یک دانشگاه تمام عیار تبدیل می‌کند) تبدیل شد.
یاکوبوس هنریکوس وانت‌هوف، هایک کامرلینگ اونس و سیمون ون درمیر، برندگان نوبل هلندی، با دانشگاه فناوری دلفت ارتباط داشته‌اند.

## تاریخچه

### آکادمی سلطنتی (۱۸۴۲–۱۸۶۴)

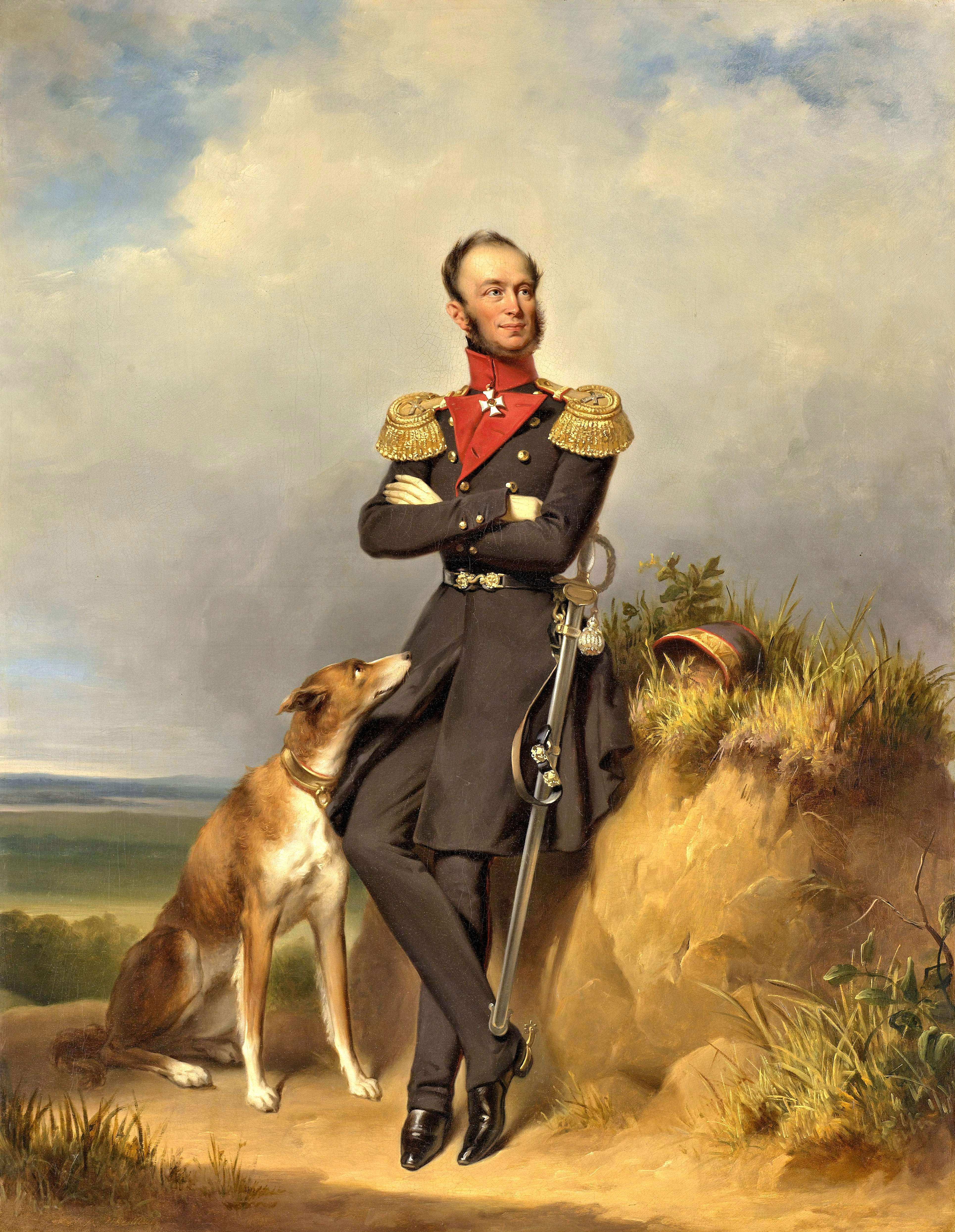
ویلم دوم هلند، بنیان‌گذار آکادمی سلطنتی در دلفت.

دانشگاه فناوری دِلْفْت در تاریخ ۱۸ ژانویهٔ ۱۸۴۲ به فرمان پادشاه ویلِم دوم تأسیس شد. در ابتدا این مرکز را به‌عنوان «آکادمی سلطنتی» به منظور آموزش علوم شهرسازی در مستعمرات خود بنا کردند.

### دانشکده پلی تکنیک (۱۸۶۴–۱۹۰۵)
در ۲۰ ژوئن ۱۸۶۴، آکادمی سلطنتی در دلفت با یک فرمان سلطنتی منحل شد، و راه را برای تأسیس دانشکده پلی تکنیک دلفت (مدرسه Politechnische te Delft) باز کرد. دانشکده تازه تأسیس، رشته‌های مختلف مهندسی در زمینه‌های مختلف را ارائه می‌کرد، که در دوره انقلاب صنعتی در قرن نوزدهم بسیار مورد نیاز بود.

### مؤسسه فناوری (۱۹۰۵–۱۹۸۶)
با این حال، قانونی دیگر که در ۲۲ مه ۱۹۰۵ تصویب شد، با تأکید بر کیفیت علمی آموزش و پرورش، نام مدرسه را به دانشکده فنی (انستیتو) دلفت تغییر داد (مدرسه فنی دلفت. پس از سال ۱۹۳۴ به نام Technische Hogeschool Delft شناخته شد). به پلی تکنیک امتیاز حقوقی دانشگاه اعطا شد و مجاز به اعطای درجه علمی بود. در آن زمان تعداد دانشجویان به ۴۵۰ نفر رسید. افتتاح رسمی مدرسه جدید با حضور ملکه ویلهلمینای هلند در تاریخ ۱۰ ژوئیه ۱۹۰۵ برگزار شد. اولین رئیس دانشکده تازه تأسیس دانشگاه مهندس J. Kraus، مهندس هیدرولیک بود. در سال ۱۹۰۵، اولین مدرک دکترا اعطا شد. از سال ۱۹۲۴ تا زمان ساخت پردیس جدید در سال ۱۹۶۶ مراسم در کلیسای مقدس هیپولیتوس برگزار می‌شد.

### دانشگاه فناوری دلفت (۱۹۰۵ تاکنون)
پس از پایان جنگ جهانی دوم، دانشگاه فناوری دلفت گسترش علمی سریع خود را افزایش داد. استادیوم جنرال در همه دانشگاه‌های هلند از جمله دانشگاه فناوری دلفت تأسیس شد تا دانش آزاد و قابل دسترسی در رابطه با فرهنگ، فناوری، جامعه و علم را فراهم کند. به دلیل افزایش دانشجویان، در سال ۱۹۷۴ اولین هفته پذیرش دانشجویان سال اول (Ontvangst Week voor Eerstejaars Studenten, OWEE) تأسیس شد که از آن زمان به یک سنت دانشگاه فناوری دلفت تبدیل شد.
در ۱ سپتامبر ۱۹۸۶ مؤسسه فناوری دلفت به‌طور رسمی نام خود را به دانشگاه فناوری دلفت تغییر داد و کیفیت آموزش و تحقیقات ارایه‌شده توسط مؤسسه را مورد تأکید قرار داد. در دوره توسعه بیشتر، مؤسسه فناوری برتر دلفت در سال ۱۹۸۷ تأسیس شد که در آن یک آموزش تخصصی حرفه‌ای در مدیریت برای افرادی که در شرکت‌های وابسته به فناوری کار می‌کردند، ارائه شد. در ۱ سپتامبر ۱۹۹۷، ۱۳ دانشکده فنی و اجتماعی این کشور تأسیس شد.
برای بهبود اثربخشی مدیریت دانشگاه در حال رشد، به ۹ مجتمع تبدیل شدند. در اوایل دهه ۱۹۹۰، به این دلیل که اکثریت قریب به اتفاق دانشجویان دانشگاه مرد بودند، ابتکاری برای افزایش تعداد دانشجویان زن منجر به تشکیل یک کمیسیون آزادی جداگانه شد. در نتیجه، مرکز تحصیل دختران (meiden studeren techniek) تأسیس شد. در سال‌های بعد مسئولیت‌های کمیسیون بر روی چندین مؤسسه توزیع شد.
از سال ۲۰۰۶، همه ساختمان‌های دانشگاه در خارج از مرکز شهر تاریخی دلفت قرار دارند. ساختمان نسبتاً جدید دپارتمان علوم مواد، بعدها در سال ۲۰۰۷، به منظور ایجاد یک ساختمان تازه ساخته‌شده از دانشگاه فنی و حرفه‌ای، به فروش رسید. هم‌کاری نزدیک‌تر میان دانشگاه فناوری دلفت و دانشگاه‌های آلمان از علوم کاربردی منجر به انتقال فیزیکی برخی از موسسات خارج از دلفت شد. در سپتامبر ۲۰۰۹، بسیاری از مؤسسات علوم کاربردی از منطقه هاگ و مؤسسه به دلفت انتقال داده شد.
در سال ۲۰۰۷ سه دانشگاه فنی هلند، شامل دانشگاه فناوری دلفت، دانشگاه فناوری آیندهوون و دانشگاه توئنته، فدراسیونی را به نام 3TU تأسیس کردند. علت این نامگذاری به خاطر سه دانشگاهی است که هر سه دانشگاه صنعتی (به هلندی: Technische Universiteit) هستند.
در ۱۳ مه ۲۰۰۸، ساختمان دانشکده معماری در اثر آتش‌سوزی تخریب شد، احتمالاً در اثر اتصال کوتاه در یک دستگاه قهوه به دلیل پارگی لوله آب. خوشبختانه، کتابخانه معماری، شامل چندین هزار کتاب و نقشه، و همچنین بسیاری از مدل‌های معماری، از جمله صندلی‌های خریت ریتفلد و لو کوربوزیه، نجات یافت. دانشکده معماری در حال حاضر در ساختمان اصلی سابق دانشگاه مستقر است.

## آرم

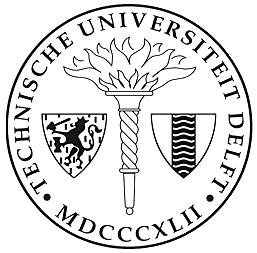
لوگوی دانشگاه فناوری دلفت

در طی سال‌ها، نشان‌واره دانشگاه فناوری دلفت به همراه نام رسمی آن چندین بار تغییر کرد. آرم فعلی بر اساس سه رنگ دانشگاهی فیروزه ای، سیاه و سفید است. حرف "T" بااشاره به شعله‌ای که پرومتئوس بر خلاف میل زئوس از کوه المپ برای مردم به ارمغان آورد، شعله ای سبک را به همراه دارد. به همین دلیل، پرومتئوس گاهی اوقات به عنوان اولین مهندس در نظر گرفته می‌شود و نمادی مهم برای دانشگاه است. مجسمه وی در مرکز پردیس تازه بازسازی شده دانشگاه فناوری دلفت، Mekelpark، قرار داشت تا اینکه در سال ۲۰۱۲ به سرقت رفت.

## پردیس دانشگاه

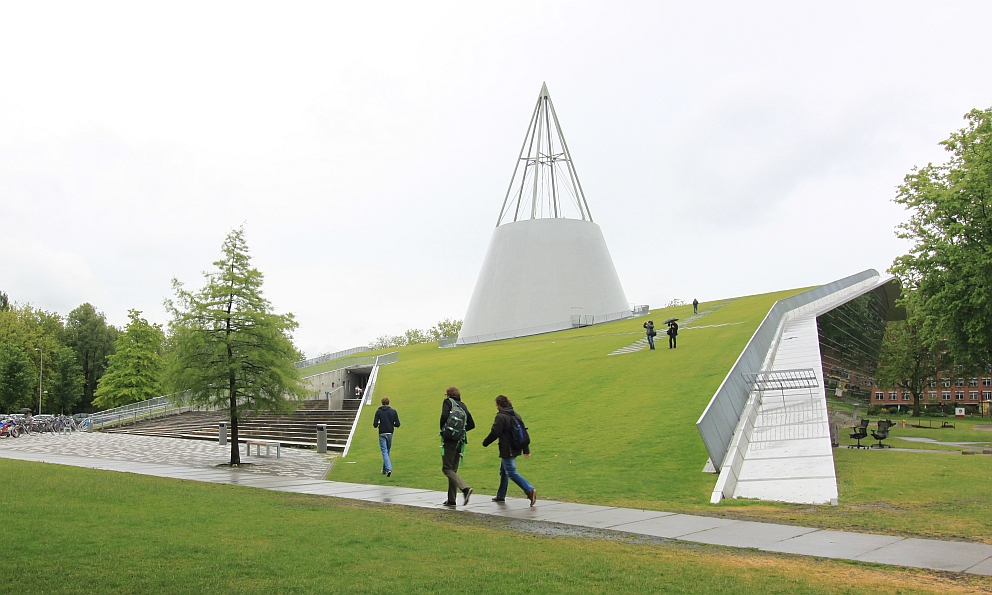
کتابخانه دانشگاه فناوری دلفت

در ابتدا، تمام ساختمان‌های دانشگاه در مرکز شهر تاریخی دلفت واقع شده بود. این در نیمه دوم قرن ۲۰ با نقل مکان در یک محله دانشگاه جداگانه تغییر کرد. آخرین ساختمان دانشگاه در مرکز تاریخی دلفت، کتابخانه دانشگاه بود که در سال ۱۹۹۷ به یک ساختمان جدید منتقل شد. در ۱۲ سپتامبر ۲۰۰۶، طراحی محله دانشگاه جدید، Mekelpark، به‌طور رسمی تصویب شد.

### کتابخانه
کتابخانه دانشگاه فناوری دلفت که در سال ۱۹۹۷ ساخته شد، توسط دفتر معماری مکانو مستقر در دلفت طراحی شد. در پشت آتریوم دانشگاه واقع شده است. سقف کتابخانه پوشیده از چمن است که به عنوان عایق طبیعی عمل می‌کند. سازه از یک طرف از سطح زمین بلند می‌شود و اجازه راه رفتن بالای ساختمان را می‌دهد. در بالای این کتابخانه مخروط فولادی قرار گرفته و شکل منحصر به فردی به خود گرفته است. تمام دیوارها کاملاً با شیشه پر شده است. این کتابخانه برنده جایزه ملی فولاد هلند در سال ۱۹۹۸ در گروه سازه‌های فلزی و ترکیبی شد. این کتابخانه همچنین میزبان مرکز داده‌های تحقیقاتی، بایگانی برای داده‌های تحقیقاتی در علوم فنی در هلند است.

### دانشکده‌ها
دانشگاه فناوری دِلْفْت دارای ۸ دانشکده می‌باشد که شامل:
- دانشکده معماری و محیط انسان‌ساخت
- دانشکده مهندسی برق، علوم کامپیوتر و ریاضیات
- دانشکده مهندسی هوافضا
- دانشکده علوم کاربردی
- دانشکده ژئوتکنیک و مهندسی عمران * دانشکده مهندسی طراحی صنعتی
- دانشکده تکنولوژی، سیاست و مدیریت
- دانشکده مهندسی مکانیک، علوم دریایی و مواد

### ساختمان‌های دانشگاه
در اوایل، تمام ساختمان‌های دانشگاه در مرکز تاریخی شهر دِلْفْت قرار داشت، و در اوایل نیمهٔ دوم قرن بیستم جای بعضی از آن‌ها تغییر کرد.

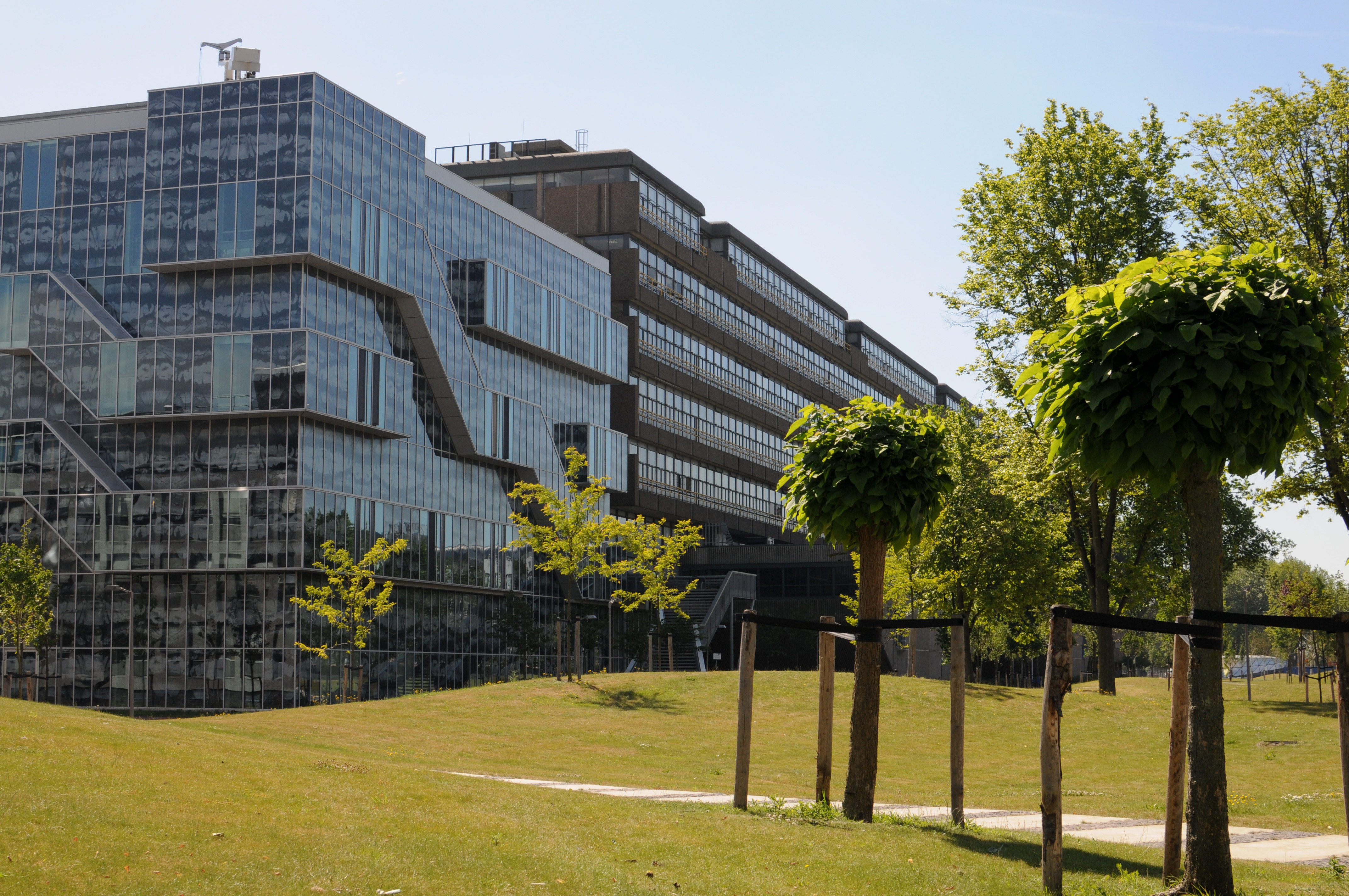
ساختمان مهندسی عمران و علوم زمین
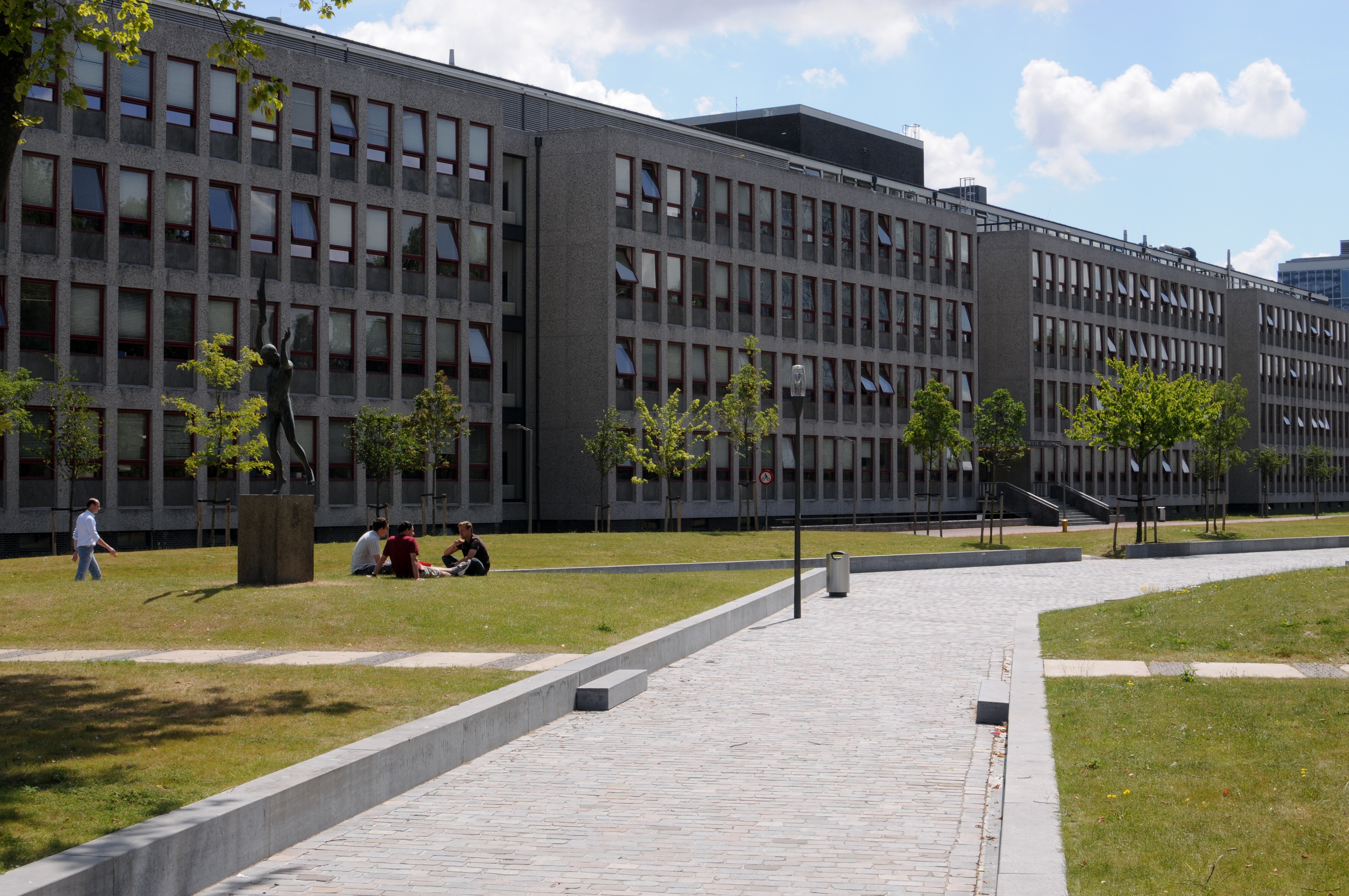
ساختمان علوم کاربردی
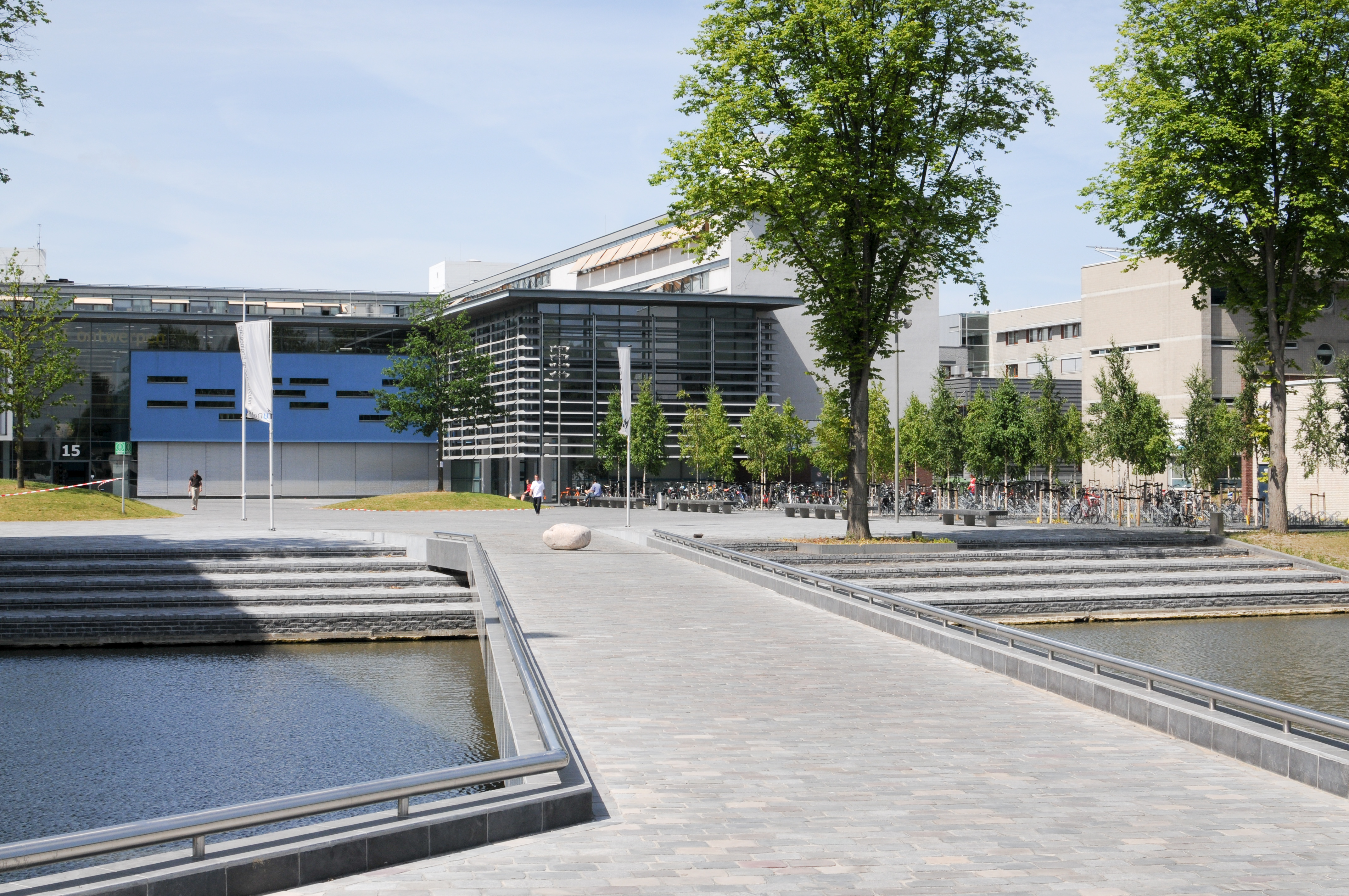
دانشکده مهندسی طراحی صنعتی
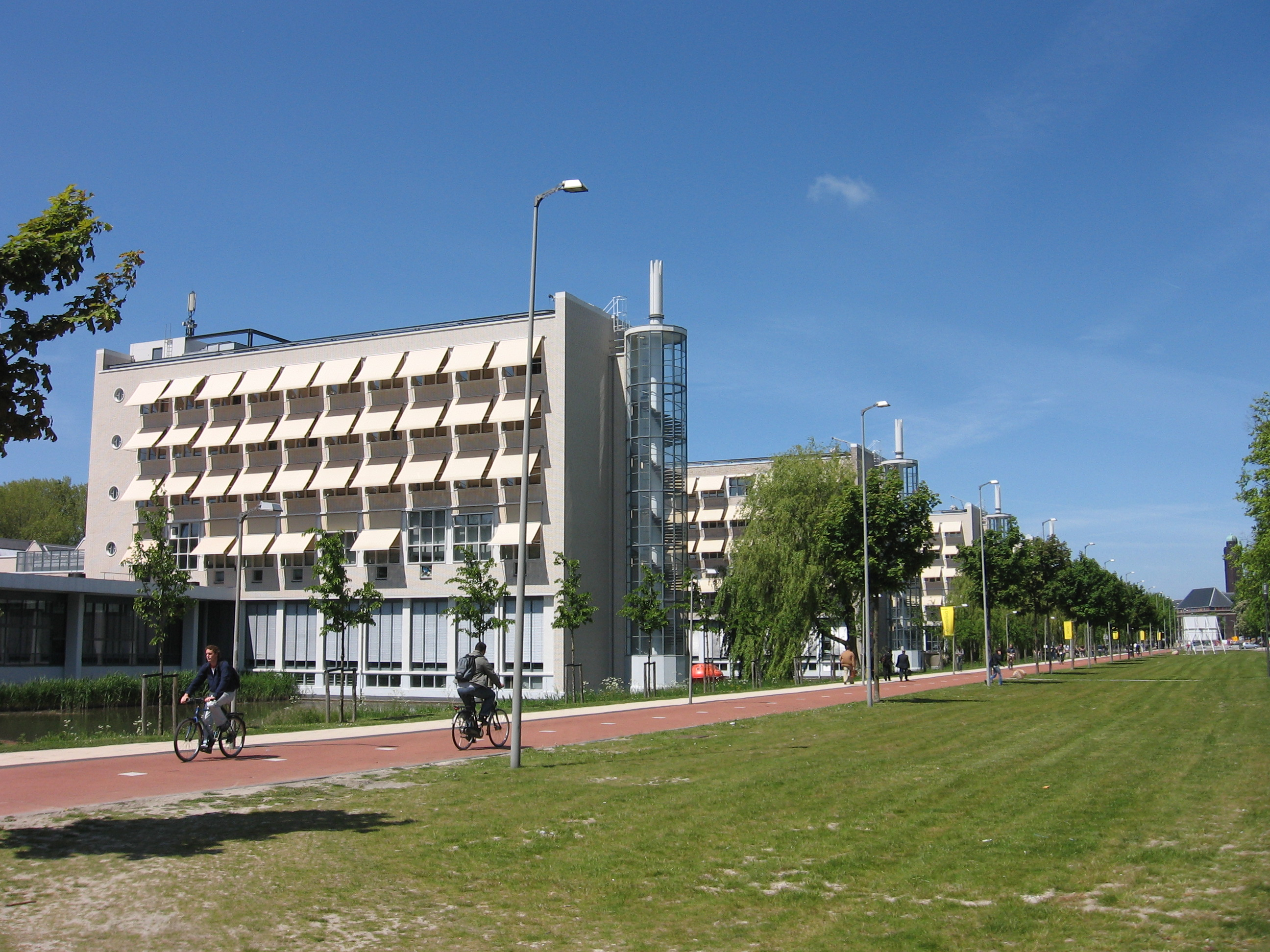
دانشکده مهندسی مکانیک ، دریانوردی و مواد
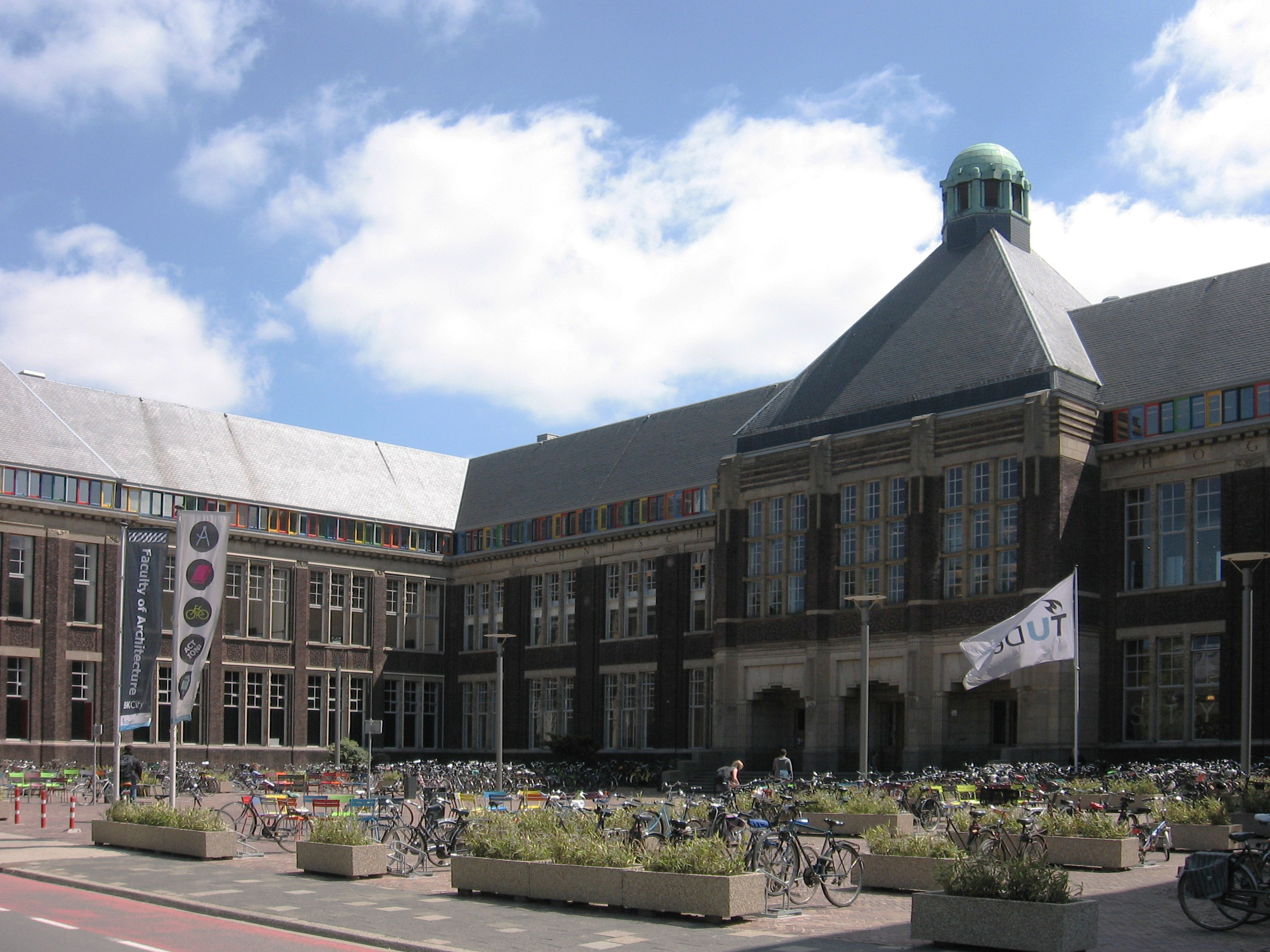
دانشکده معماری و محیط
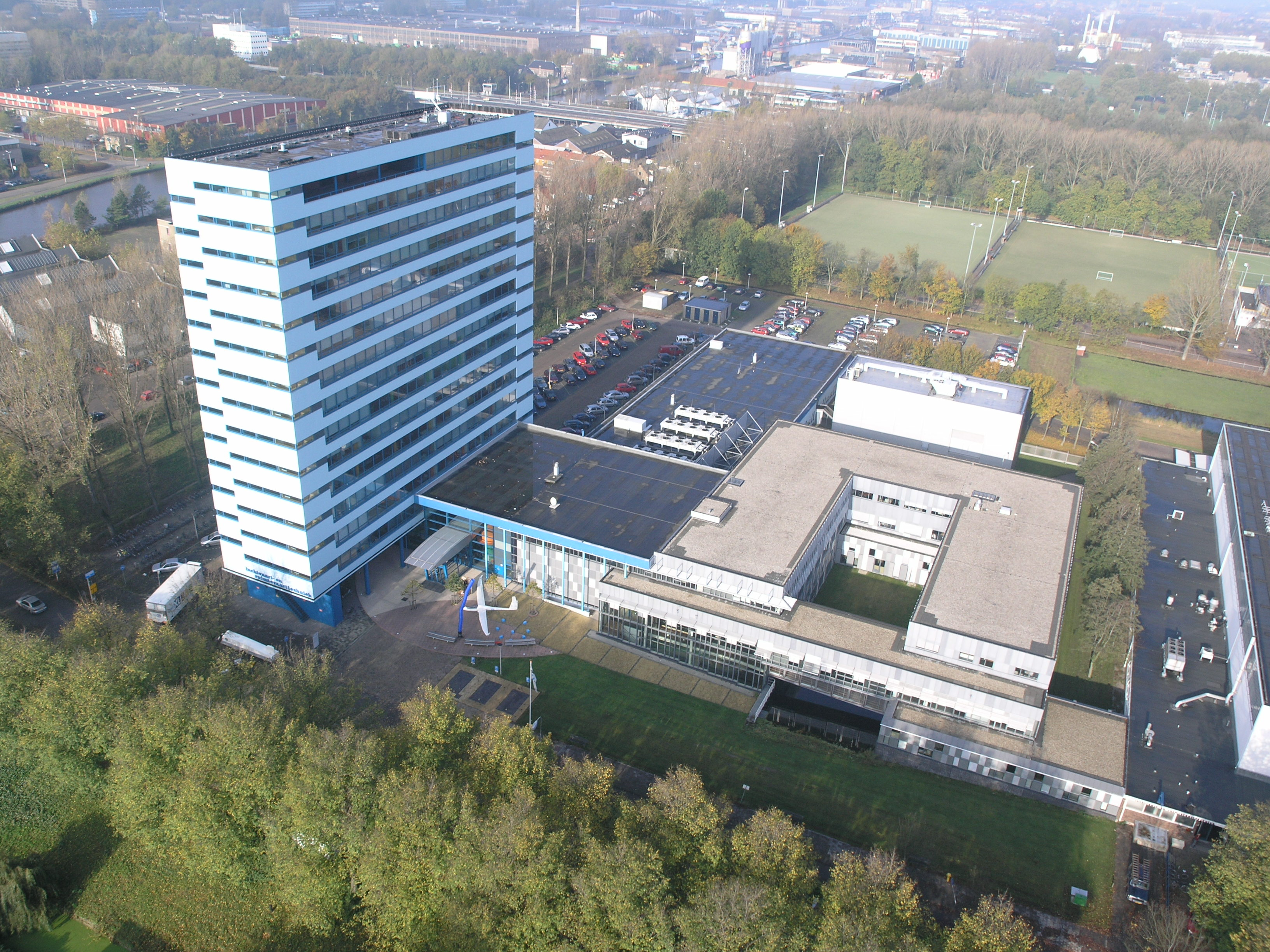
دانشکده مهندسی هوافضا
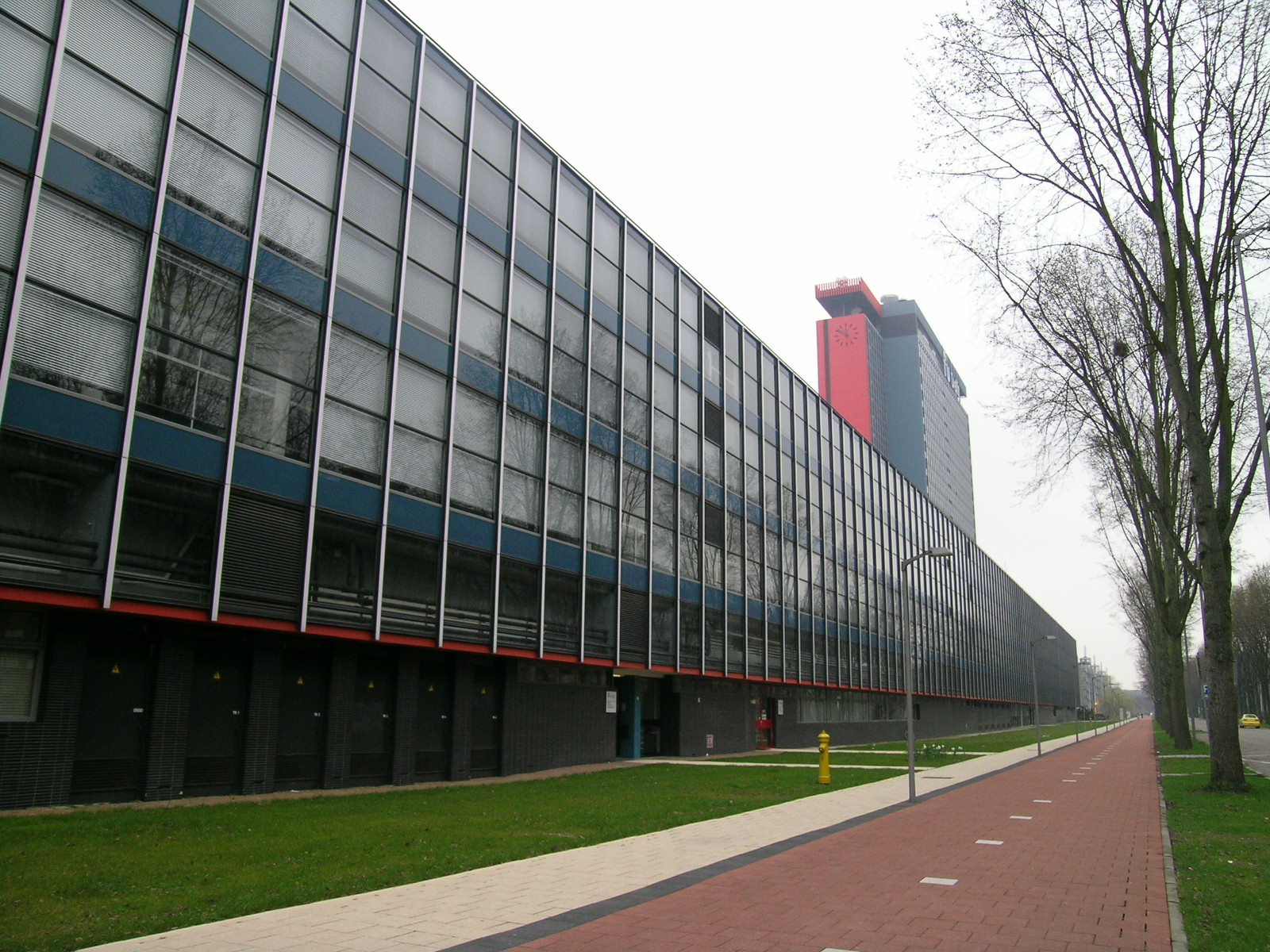
دانشکده مهندسی برق ، ریاضیات و علوم کامپیوتر
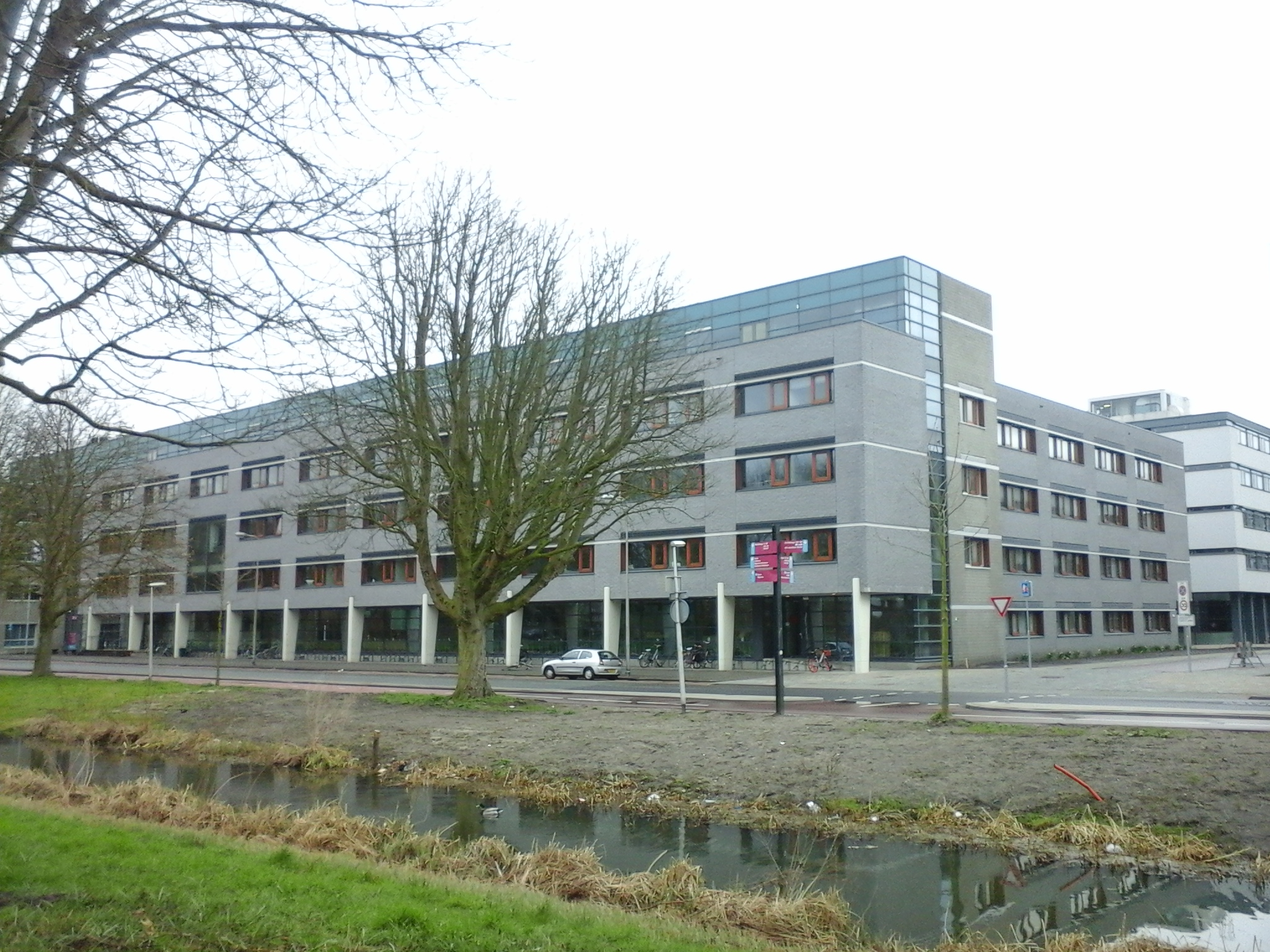
دانشکده فناوری ، سیاست و مدیریت
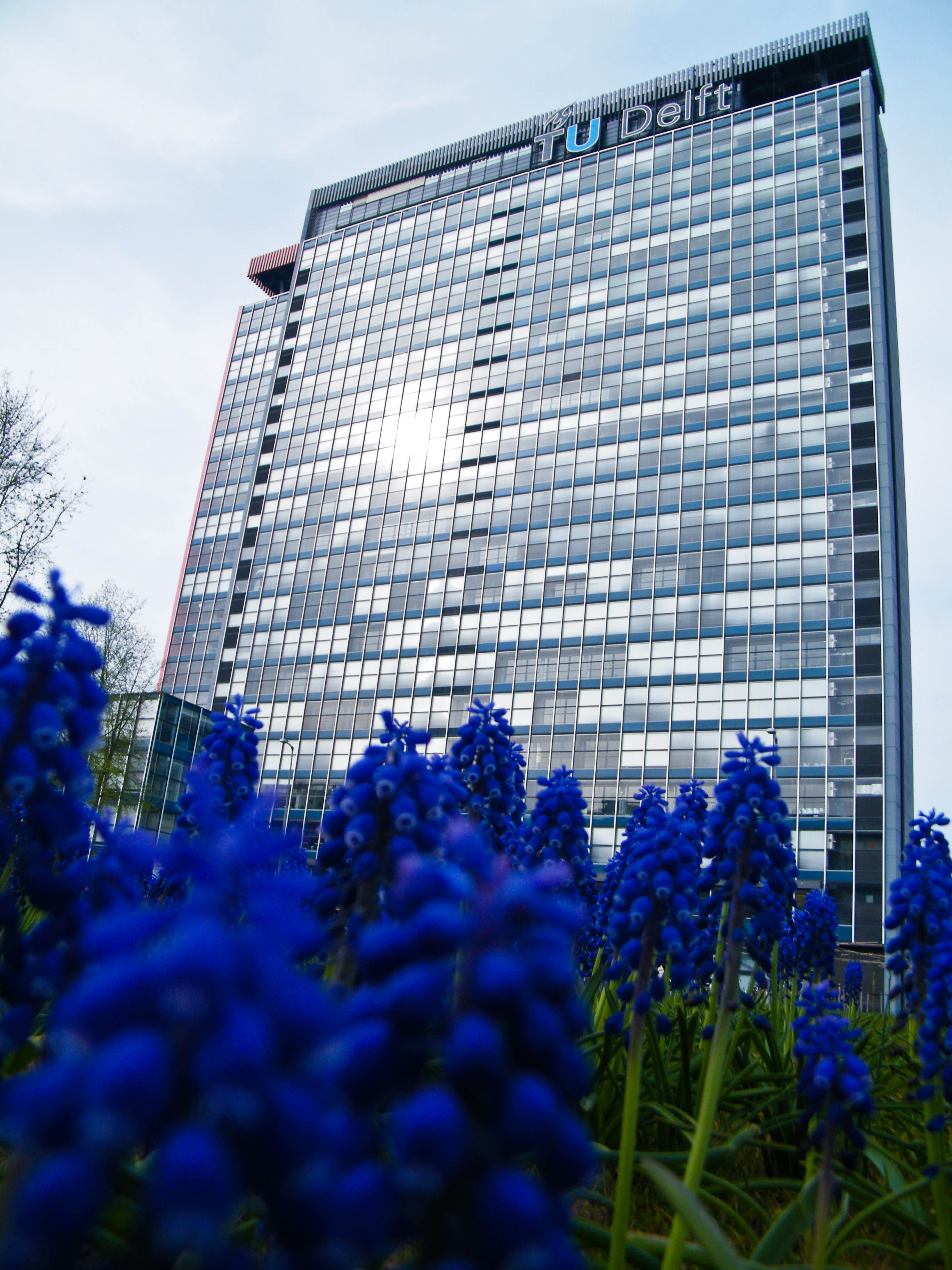
نمای دانشکده مهندسی برق ، ریاضیات و علوم کامپیوتر از دانشکده مهندسی عمران

## رتبه‌بندی
در رتبه‌بندی دانشگاه‌های جهان QS در سال ۲۰۲۱ دانشگاه فناوری دِلْفْت در رده ۵۷ دنیا و اول هلند قرار گرفته است. علاوه بر این، در رده‌بندی موضوعی (QS subject ranking 2020)، این دانشگاه در رشته مهندسی عمران و سازه توانست در جایگاه دوم دنیا بعد از MIT قرار بگیرد.
همچنین در رتبه‌بندی مؤسسه تایمز در سال ۲۰۲۰ این دانشگاه رتبه ۶۷ را در بین دانشگاه‌های جهان از آن خود کرده است.
در رشته مهندسی عمران و سازه، دانشگاه فناوری دلفت در میان ۲ دانشگاه برتر جهان در سال ۲۰۲۰، در رشته معماری در میان ۳ دانشگاه برتر جهان از سال ۲۰۱۷ و در رشته مهندسی مکانیک در جمع ۴ دانشگاه برتر از سال ۲۰۱۹ توسط رتبه‌بندی دانشگاه‌های جهان QS رتبه‌بندی شده است.

## سیستم آموزشی

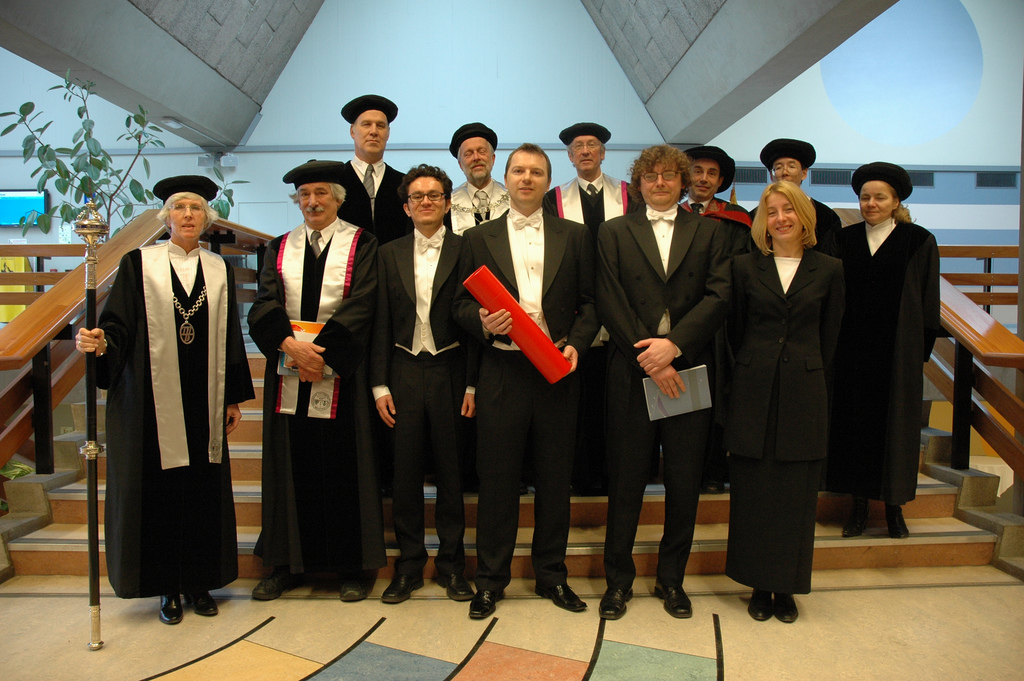
کمیته دکتران دانشگاه

از سال ۲۰۰۴، سیستم آموزشی دانشگاه فناوری دلفت به سه طبقه تقسیم می‌شود: کارشناسی، کارشناسی ارشد و دکترا. سال تحصیلی به دو ترم تقسیم می‌شود: ترم اول از سپتامبر تا ژانویه و ترم دوم از پایان ژانویه تا ژوئیه. بیشتر سخنرانی‌ها از طریق OpenCourseWare در دسترس است.

### مقطع کارشناسی
از سال ۲۰۱۶ دانشگاه فناوری دلفت ۱۶ دوره لیسانس ارائه می‌دهد. دانشجویان دانشگاه فناوری دلفت پس از سه سال مطالعه مدرک خود را دریافت می‌کنند. درس پروژه، آزمون مطالعات مقطع کارشناسی را نهایی می‌کند. همه برنامه‌های مقطع کارشناسی به زبان هلندی تدریس می‌شوند، به جز مهندسی هوافضا، برنامه‌های علوم کاربردی زمین، نانوبیولوژی و علوم کامپیوتر که کاملاً به زبان انگلیسی تدریس می‌شوند و مهندسی برق که به صورت ترکیبی از هر دو تدریس می‌شود.

### مقطع کارشناسی ارشد
دانشگاه فناوری دلفت حدود ۴۰ دوره کارشناسی ارشد ارائه می‌دهد. انجام مطالعات کارشناسی ارشد دو سال به طول می‌انجامد.
دانشگاه فناوری دلفت از سیستم انتقال اعتبار اروپا استفاده می‌کند، جایی که دانشجویان کارشناسی ارشد هر ساله باید ۶۰ امتیاز ECTS کسب کنند. یک رشته ممتاز برای دانشجویان کارشناسی ارشد با انگیزه وجود دارد، که نمره ۷٫۵ یا بالاتر (در مقیاس نمره گذاری هلندی) کسب کرده‌اند و در هیچ دوره ای شرکت نکرده‌اند. این مسیر، همراه با ۳۰ امتیاز ECTS، در کنار برنامه منظم کارشناسی ارشد گرفته می‌شود و باید مربوط به دوره‌های تحصیلات تکمیلی دانشجو یا نقش فناوری در جامعه باشد. مسیر افتخارات باید در مدت زمان مجاز برای برنامه کارشناسی ارشد تکمیل شود.

### مقطع دکترا
مطالعات پی‌اچ‌دی در دانشگاه فناوری دلفت به دو مرحله تقسیم می‌شود. مرحله اول، به مدت یک سال، به عنوان یک دوره آزمایشی انجام می‌شود که طی آن داوطلب دکتری باید توانایی انجام تحقیقات در سطح دکترا را ثابت کند. داوطلب باید ارزیابی را که در پایان سال توسط ارزیاب خود انجام می‌دهد، پشت سر بگذارد تا تحقیقات خود را در سه سال آینده ادامه دهد. تحقیق داوطلب باید با ارائه پایان‌نامه دکترا نهایی شود. این پایان‌نامه توسط یک کمیته دکترا متشکل از استادان دانشگاه فناوری دلفت و داوران خارجی ارزیابی می‌شود. پس از پایان‌نامه و در نظر گرفتن نظرات، داوطلب دفاع رسمی دکترا را ارائه می‌دهد.
برخلاف تحصیلات تکمیلی ایالات متحده، سایر وظایف مانند سخنرانی و دستیار آموزشی بودن فقط بخش کوچکی از برنامه دکترا را تشکیل می‌دهد.